# GRB 221009A
GRB 221009A（Swift J1913.1+1946としても知られる）は、2022年10月9日にニール・ゲーレルス・スウィフト天文台によって検出された、異常に明るく長時間持続するガンマ線バースト (GRB) である。このガンマ線バーストは、検出から10時間以上続いた。GRB 221009A はこれまで知られている中で最も地球からの距離が近いガンマ線バーストの1つであり、かつ最も高エネルギーで明るいガンマ線バーストの1つである。これにより、詳細な研究が行えると期待されている。GRB 221009A はや座の方向で発生し、19億年前に発生したと推定されているが、宇宙の膨張により光が地球に到達するまでにも両者間は離れているため、GRB 221009A は地球から24億光年離れたところで発生したと考えられている.。
GRB 221009Aは、フェルミガンマ線宇宙望遠鏡を過飽和状態にした。また、中国の大型高高度エア・シャワー天文台は、GRB 221009A の発生中に5,000個の高エネルギー光子（18 TeVの光子を含む）の発生を記録した。この異常なまでの高エネルギーを持つ光子が GRB 221009A に由来しているものとするなら、アクシオンなどの未知の物理学の特性を示唆するものである。GRB 221009A によって地球の電離層の大きさは数時間に渡って検出可能なほど大きく変化した。一部の天文学者は、このガンマ線バーストを「Brightest Of All Time（史上最も明るい）」、または頭文字をとって「ボート（BOAT）」と呼んでいる。X線エネルギーでの残光は、以前に観測されたガンマ線バーストよりも数百倍明るい。

## 画像

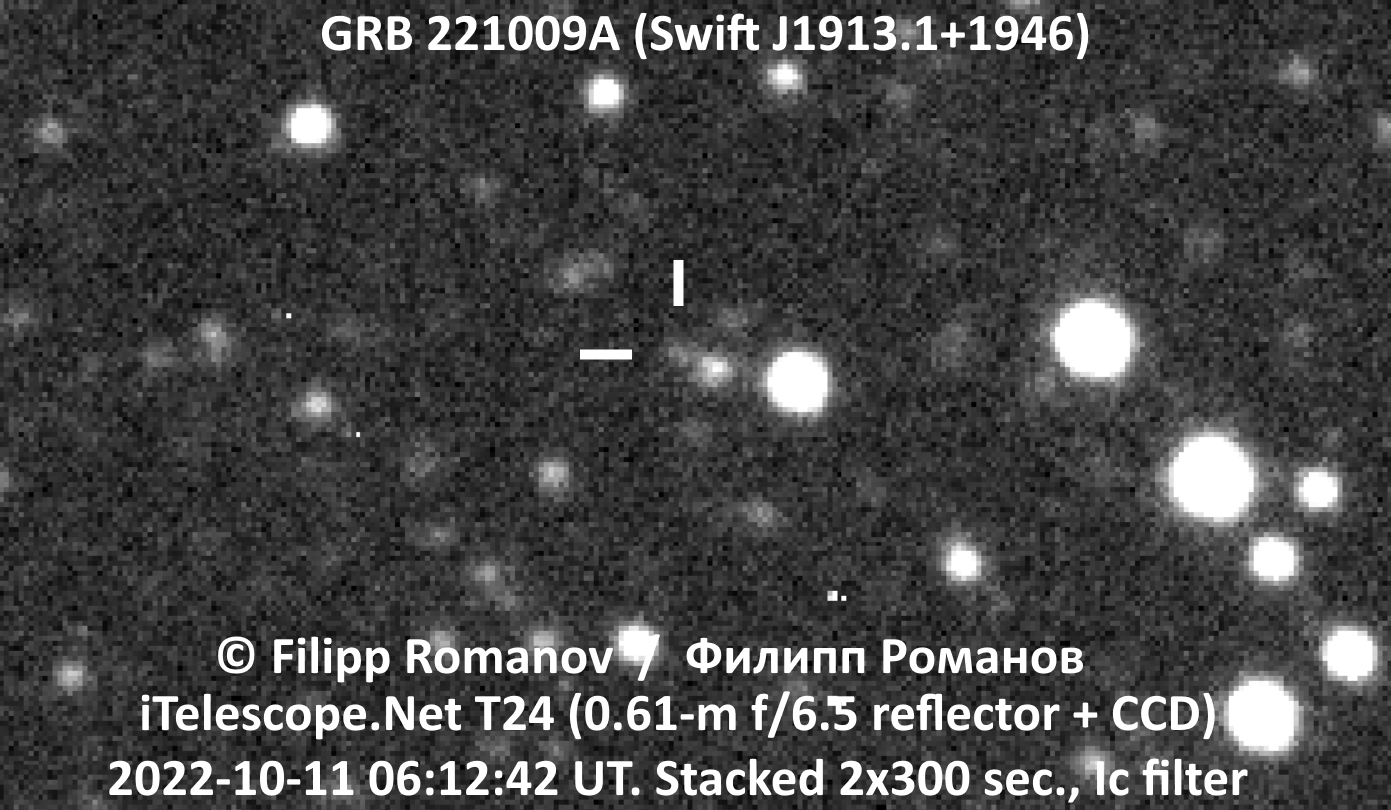
アマチュア天文学者がリモート望遠鏡を使用して撮影した GRB 221009A の光学的残光
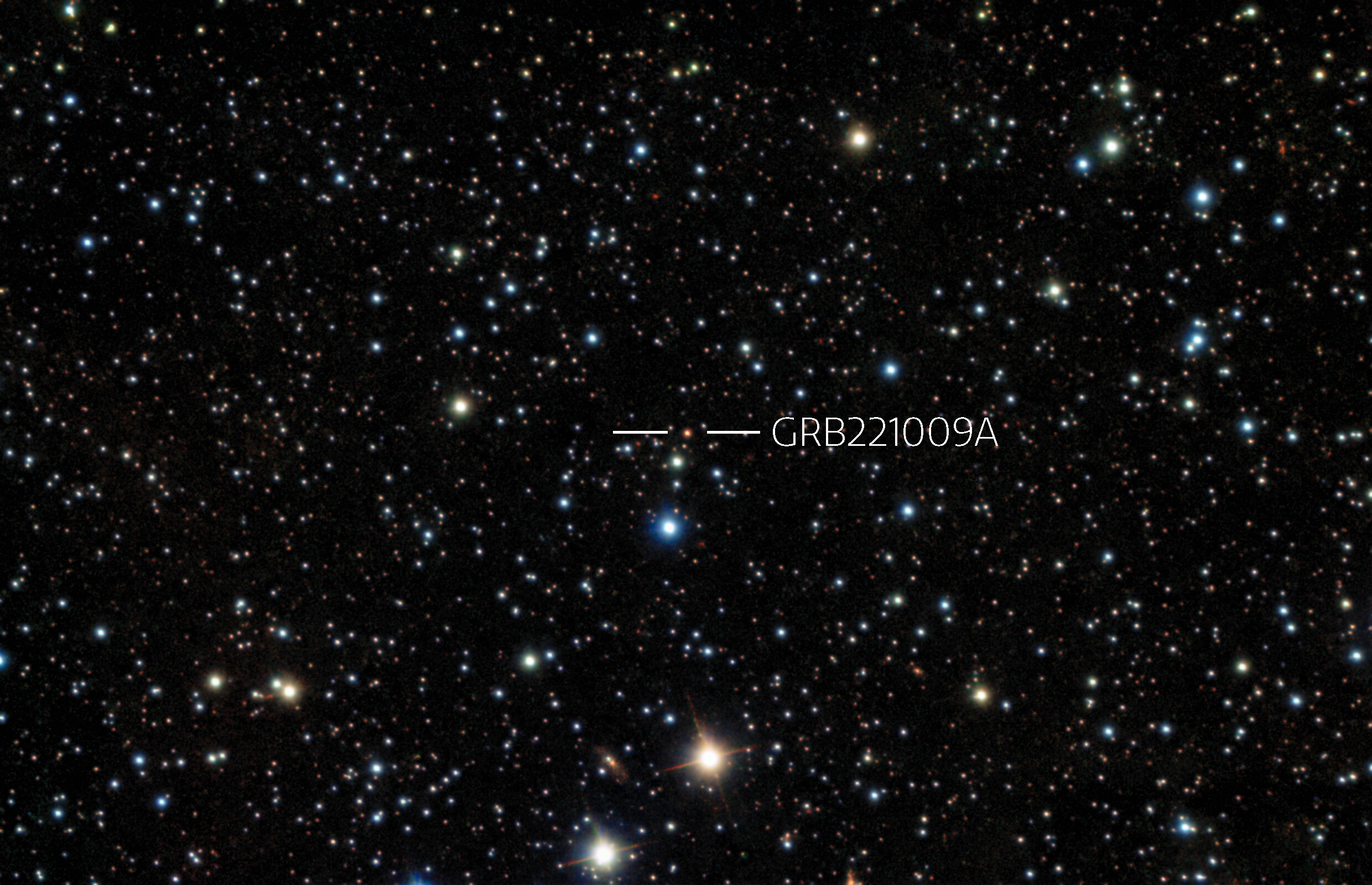
2022年10月14日にチリにあるジェミニ南望遠鏡で撮影されたGRB 221009A（中央）の画像[8]。
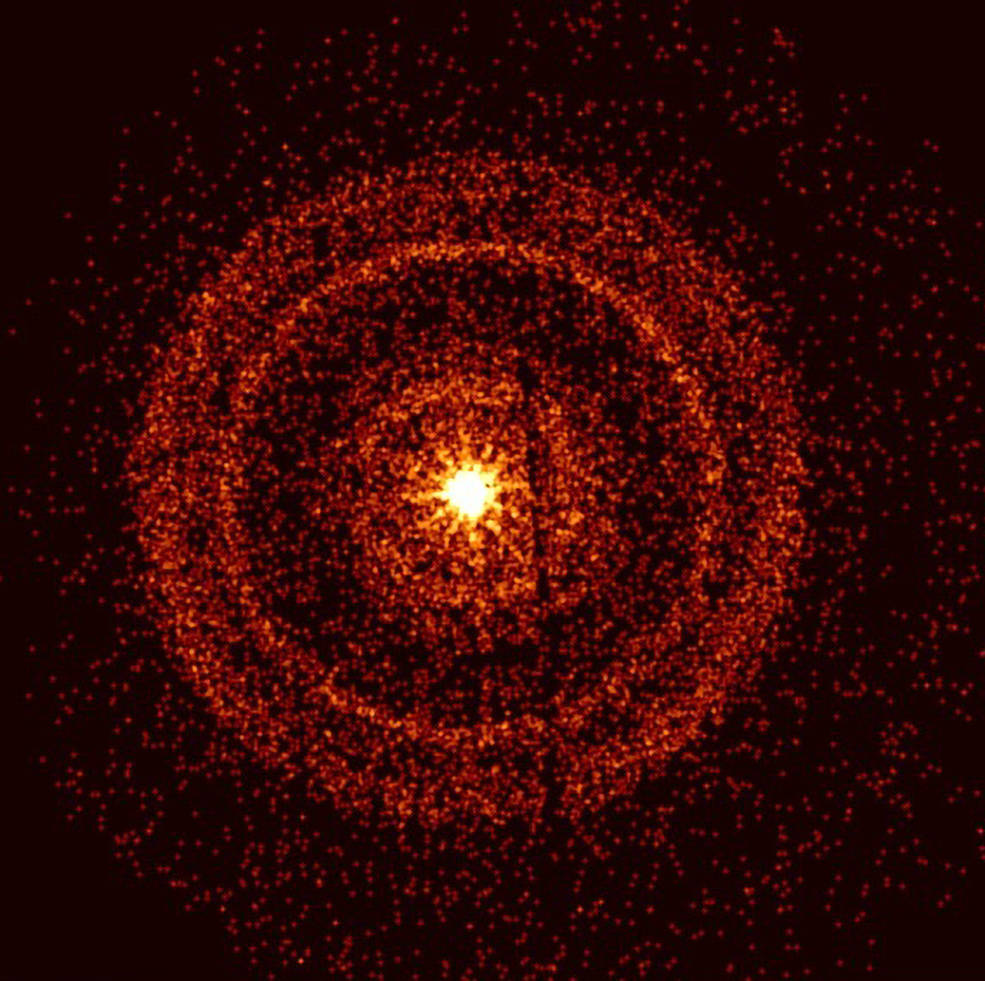
ニール・ゲーレルス・スウィフトによって観測されたGRB 221009AのX線画像。周辺に見えるリング状の構造は中心部から放出されているものではなく、天の川銀河内に存在している塵が入射してくるガンマ線を散乱させていることで発生している[9]。